# Čystohalivka
Čystohalivka (ukrajinsky Чистогалівка) je bývalá obec na Ukrajině, která se nachází v uzavřené Černobylské zóně Černobylského rajónu Kyjevské oblasti na půli cesty mezi vesnicemi Stari Šepelyči a Korohod, 18 kilometrů od města Černobyl a 4 kilometry od Černobylské jaderné elektrárny. 
Čystohalivka je zmiňována v literatuře poloviny 19. století například: L. Pochylevič. «Сказанія о населенныхъ мѣстностях Кіевской губерніи» (strana 153). V 70. letech 19. století byla Čystohalivka obývána necelým tisícem obyvatel (krátce před katastrofou 986 osob) a byla zde také osmiletá škola.
Čystohalivka se rozkládá téměř uprostřed západní stopy radioaktivního spadu Černobylu. Po evakuaci obyvatel vesnice byla Čystohalivka zlikvidována. Obyvatelé byli přestěhováni do obce Havronščyna (Гавронщина) v Makarivském rajóně, Kyjevská oblast. Některé rodiny byly vystěhovány do Mykolajivské oblasti.